# Saint-Ouen-l'Aumône
Saint-Ouen-l'Aumône é uma comuna do Val-d'Oise, fazendo parte da comunidade de aglomeração de Cergy-Pontoise e situado nas margens do Oise.
Seu habitantes são chamados Saint-Ouennais(es).

## Geografia

### Localização e comunas limítrofes
Localizada na margem esquerda do Oise, a frente de Pontoise, foi originalmente um faubourg agrícola e depois (após 1860) operária dela. Hoje, é parte da área urbana da vila nova de Cergy-Pontoise. Saint-Ouen-l'Aumône abriga desde meados da década de 1980 uma das mais importantes zonas de atividades da Europa, que financia em parte a comunidade de aglomeração de Cergy-Pontoise através da taxa profissional. A cidade também está localizada no coração de várias redes ferroviárias (para Creil ao norte, Argenteuil e Paris ao sul), com várias estações. As comunas limítrofes a Saint-Ouen-l'Aumône são : Auvers-sur-Oise ao norte, Pontoise a oeste, Méry-sur-Oise a leste, Éragny a sudoeste, Herblay ao sul e Pierrelaye a sudeste.

### Transportes

#### Transporte ferroviário

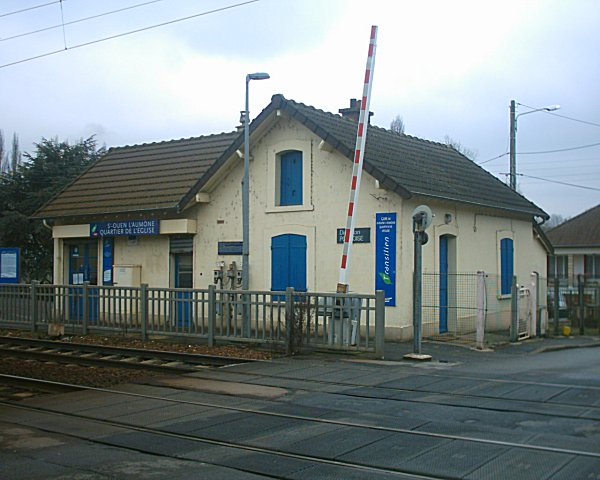
A estação de Saint-Ouen-l'Aumône-Quartier de l'Église.

A cidade é servida pelas linhas H e J, bem como pelo RER C. 
A cidade possui cinco estações ferroviárias (ordem depois de Pontoise) :
- Saint-Ouen-l'Aumône no centro e Saint-Ouen-l'Aumône - Liesse, servidas pela linha H do Transilien e a linha C do RER ;
- as paradas de Épluches e de Pont-Petit, localizadas na linha de Pontoise a Creil, servidas pela linha H do Transilien ;
- Saint-Ouen-l'Aumône - Quartier de l'Église, servida pela linha J do Transilien.

## Toponímia
A origem do nome da cidade vem de Audoeno de Ruão, bispo de Ruão no século VII e conselheiro de Dagoberto I, que morreu perto de Paris e cujos restos descansaram por uma noite em 684, em uma capela situada junto a estrada galo-romana indo de Paris a Rotomagos (Ruão), perto do vau no Oise, local onde será construída a igreja dedicada a saint Ouen, atestada em 1125 ; e de l'Aumône, bairro da maladrerie Saint-Lazare no século XII.
Cerca de 1170 se encontra Odo de Eleemosyna, l'Aumone é designado como um nome da terra ou de feudo sem dizer de onde vem esse nome. Se encontra também no mesmo período Villa S. Audoeni, villa (propriedade agrícola em um sentido amplo na língua latina : casa de mestre, fazenda e dependências), então "village de Saint-Ouen". No pouillé (registro eclesiástico) do século XV, encontra-se este termo Curatus S. Audoeni juxta Pontisaram (Saint-Ouen perto de Pontoise) ; em 1486 Capellanus S. Hilarii infra metas Parochiae S. Audoeni juxta Pontisaram (capela Saint-Hilaire da paróquia de Saint-Ouen perto de Pontoise), e no seculo XVI Cura seu Capella S. Hilarii juxta Pontisaram (igreja Saint-Ouen perto de Pontoise).
Durante a Revolução Francesa, a comuna portou provisoriamente o nome de L'Aumône-la-Montagne e de Montagne-sur-Oise.

## História
A vila na origem da cidade foi fundada no ponto de encontro entre o curso do Oise, o único vau na região permitindo de passar a pé por esse rio, e a chaussée Julien César, via romana de Lutécia para Rotomagus (Ruão) e Jullibonna (Lillebonne) (perto de Le Havre) via Saint-Denis, construído em torno de 360 d.C.
A origem do nome da cidade vem de são Audoeno de Ruão, bispo de Ruão e consultor de Dagoberto I, cujo corpo descansou neste lugar durante uma noite em 683 ; e de l'Aumône, bairro da maladrerie de Saint-Lazare no século XII, localizada na atual clinique Sainte Marie, em frente ao atual Clos du Roy, antigo edifício do estância de reis, especialmente Luís IX, conhecido como São Luís e Henrique IV, durante sua visita à abadia, que desapareceu. No entanto, a partir desta data e até o século XVIII, é o nome de Maubuisson que se refere a esse território. Mas na verdade a vila, dependente politicamente e militarmente de Pontoise, vivia na atividade econômica e médica que emanava dos religiosos em torno da abadia real de Notre-Dame-la-Royale, fundada por Branca de Castela, construída na localidade de Maubuisson.
A comuna é o agrupamento de vários lugares :
- a vila de Saint-Ouen, no sudoeste, situado em torno da igreja do mesmo nome e da mansão ;
- a vila de Haute-Aumône no centro, no limite do planalto dos Parisii na estrada de Paris ;
- a vila de Epluches e as aldeias de Courcelles no nordeste ;
- as aldeias de Liesses no sudeste no vale do riacho de Maubuisson ;
- as fazendas de Maubuisson perto de abadia, com o seu moinho, e de Saint Prix no caminho de Bessancourt a leste ;
- o faubourg de Basse-Aumône, à saída da estrada sobre-elevada, em pilotis e depois em pequenos arcos de pedra levando para o châtelet e, posteriormente para a concessão da ponte de Pontoise, nos limites da planície inundável que atravessa a chaussée Maubuisson e a parte baixa da estrada de Paris.

Durante a Revolução, a comuna foi rebatizada Montagne-sur-Oise e L'Aumône-la-Montagne antes de ser anexada a Pontoise.
Na segunda metade do século XIX, o burgo se beneficia do êxodo rural, mas especialmente da Revolução Industrial e, por volta das usinas de marcenaria, de mecânica, de construção ferroviária, de fabricação de tinta, de amido e da destilaria, que tem visto a sua população alcançar os 3 000 habitantes, pouco antes da Primeira Guerra Mundial. A cidade se beneficiou também do desenvolvimento precoce da ferrovia com a criação da linha Paris a Lille e Bruxelas, desde junho de 1846, graças à Compagnie des chemins de fer du Nord e a construção perto da aldeia de Courcelles da estação de Saint-Ouen-lès-Pontoise, tornada a estação de Épluches e, em seguida, a criação de uma segunda ligação ferroviária para Pontoise, Gisors e Dieppe a partir de 1863, com a construção da linha de Argenteuil a Pontoise e depois com a sua extensão até Gisors em 1868 e Dieppe, e finalmente a ligação direta entre Dieppe e Paris-Saint-Lazare via Pontoise, com a criação da linha de Achères a Pontoise em 1877. Isto permitiu também o desenvolvimento significativo do mercado de jardinagem para abastecer as Halles de Paris e nutrir o capital. Onde a compra pelo barão Haussmann, prefeito de Paris sob o Segundo Império de Napoleão III, de 2000 hectares de terra a leste da comuna no planalto de La Bonneville, no limite entre os territórios de Méry-sur-Oise e a comuna, para, primeiro criar um gigantesco cemitério (projeto abandonados na Terceira república), e, finalmente, criar a fazenda modelo de Haute-Borne sobre a costa norte do riacho do Fond de Vaux, estabelecimento precursor na origem da criação do INRA, o Instituto nacional de investigação agronômica cuja sede está hoje entre Rocquencourt e Bailly perto de Versalhes e de terras do arboreto do Castelo real.
Antes da Segunda Guerra Mundial, a cidade foi parte integrante da Linha Chauvineau, últimas defesas do Grande Subúrbio de Paris, construídas em 1939 e em parte finalizadas em maio de 1940. Várias defesas (casamatas) foram utilizadas para proteger as pontes contra cruzamentos  e travessias muito fáceis do Oise. Havia pelo menos quatro blocos no território da comuna : 
- uma perto da ponte da ferrovia, atualmente ainda visível no PC de regata da SNO ;
- uma segunda ao longo da sirga na parte de trás do parque desportivo ;
- um outro ao longo do Oise, visando a ponte rodoviária, em frente à île du Pothuis e ao longo do estádio de rugby, Roger-Couderc, agora destruído ;
- um 4ª visando a ponte ferroviária entre Chaponval e Epluches, construído na encosta de Gros Chevaux, quase desaparecido.

Esta linha de defesa tem sido útil, ou mesmo parcialmente eficaz, e sofreu um ataque extremamente mortal na direita da barragem do Oise localizada em L'Isle-Adam e a nível das ilhas situadas entre esta comuna e a cidade de Parmain.
Durante o conflito, a cidade sofreu : 
- a destruição, em 11 de junho de 1940, das pontes rodoviária e ferroviária pelos engenheiros do exército francês para retardar a progressão do alemão e proteger o Oeste de Paris.
- grandes bombardeios anglo-americanos, especialmente na primavera de 1944, quando a destruição de muitas habitações ao redor da ponte rodoviária entre a cidade e Pontoise, sem destruir a nova ponte ferroviária, reconstruída no verão de 1940, sob pressão dos Alemães.

Após a Segunda Guerra Mundial, vários edifícios foram construídos para lidar com a crise de habitação, e este movimento foi ainda mais ampliada desde a década de 1970, com a decisão de criar uma vila nova em Cergy. Se esta iniciativa de ordenamento do território, destinado a desarmar o crescimento de Paris, teve efeitos benéficos no plano econômico para a cidade, ela tem no entanto desequilibrada no plano da estrutura dos bairros, e Saint-Ouen-l'Aumône está sempre em procura de um verdadeiro centro da cidade, apesar de várias tentativas, desde o início da década de 1980, após a destruição do edifício da prefeitura construída no início do século XX, e o bairro de Basse Aumône durante a década de 1970.
Vários locais históricos de Saint-Ouen-l'Aumône, agradáveis para visitar, estão localizados no Parque em torno das ruínas muito bem conservadas na abadia real de Maubuisson e em torno da igreja Saint-Ouen rodeada de um parque que, originalmente, tinha sido feito após os projetos de Le Nôtre.

## Geminação
- Fano (Itália).

## Lugares e monumentos

### Monumentos Históricos

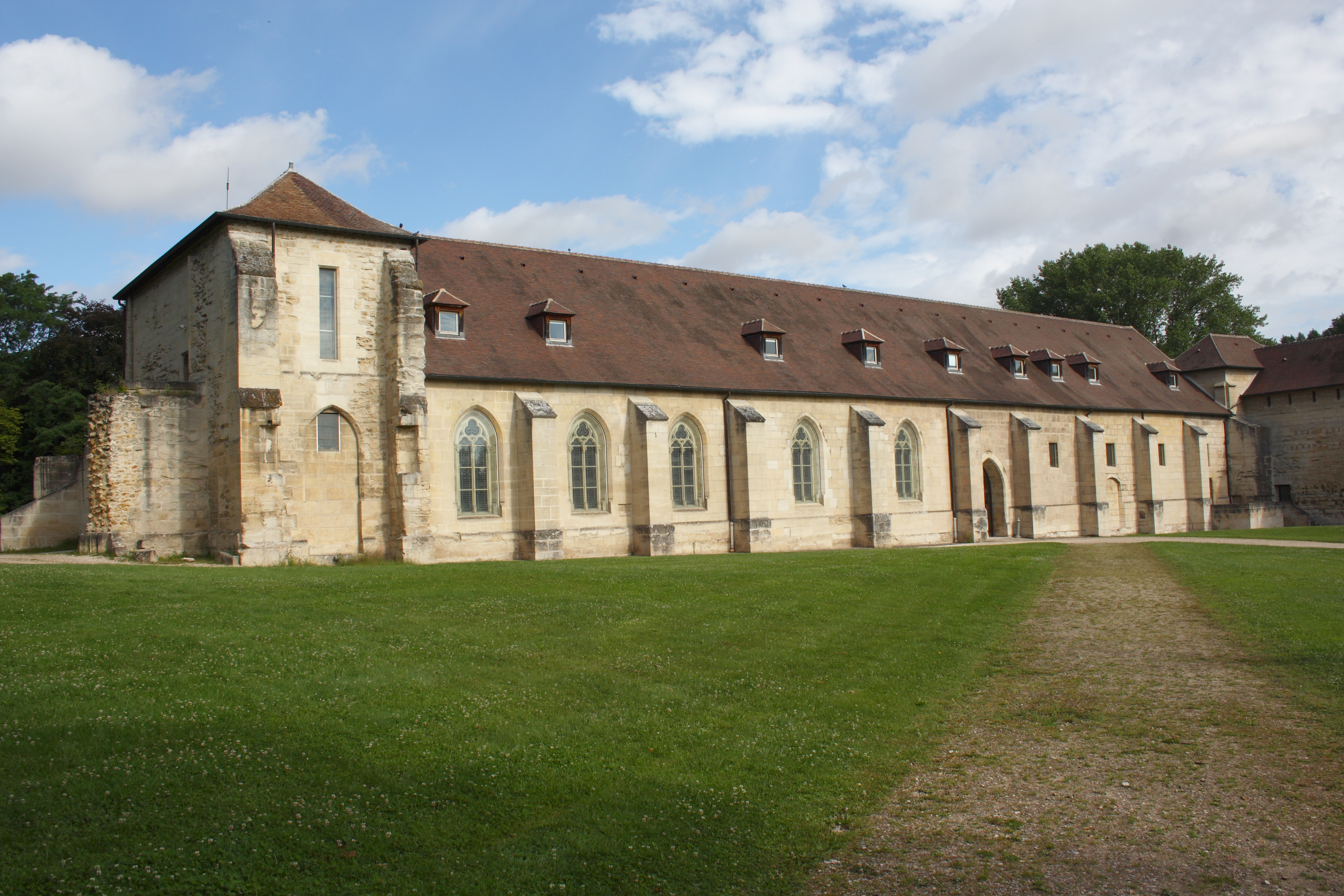
Abadia de Maubuisson, dos monges de construção.
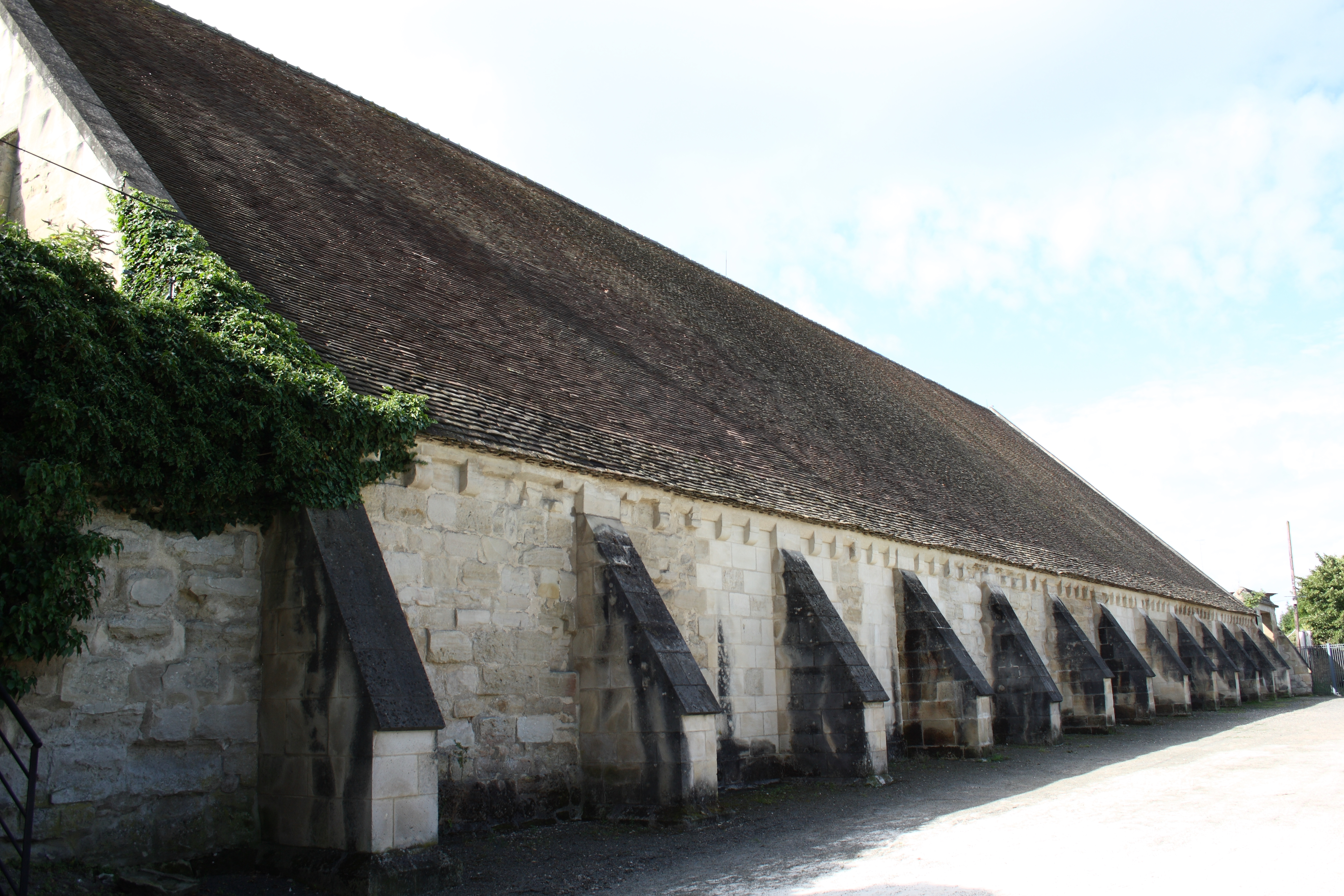
Celeiro do dízimo da abadia.
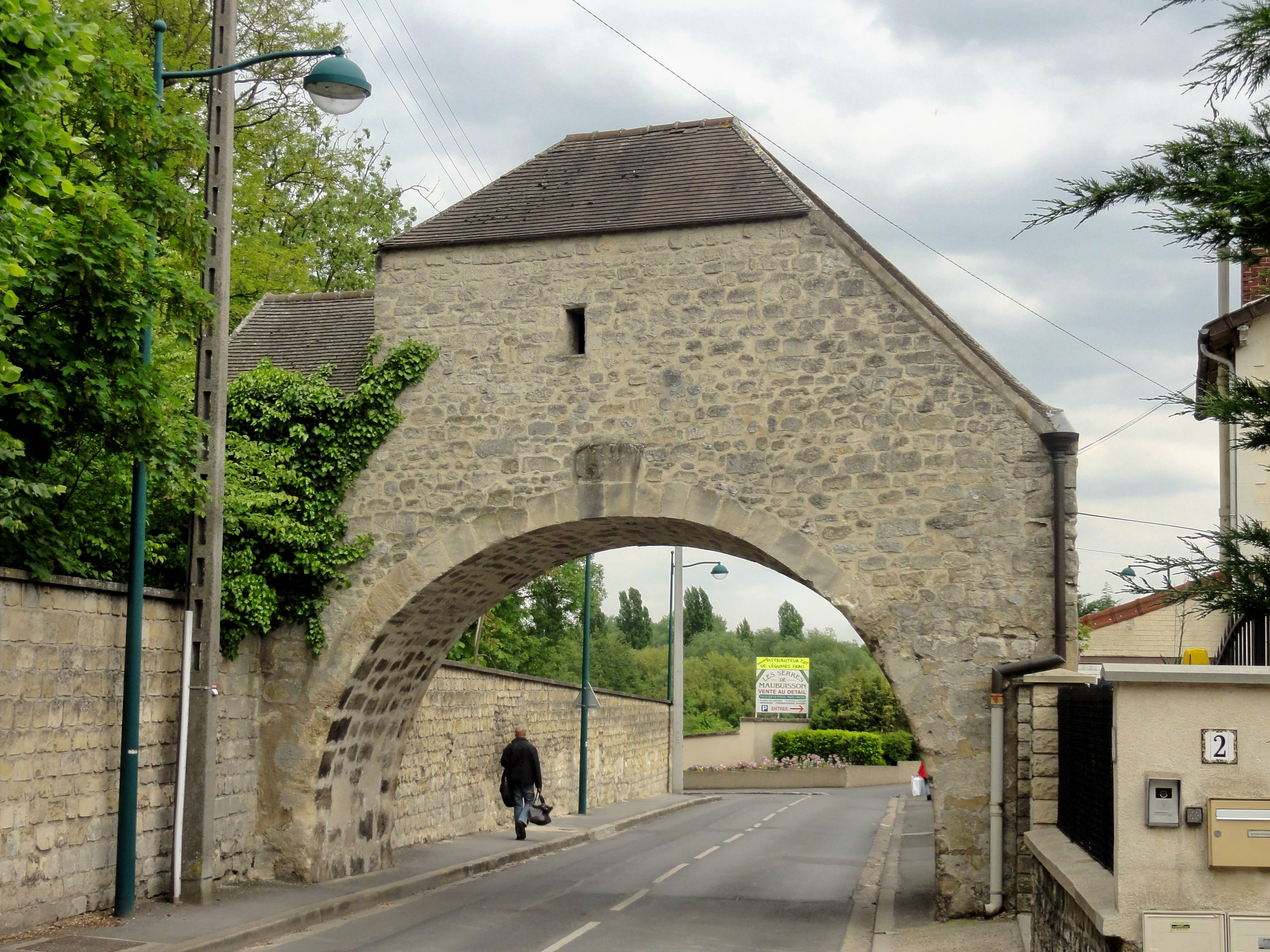
Bueiro no chão de Maubuisson.
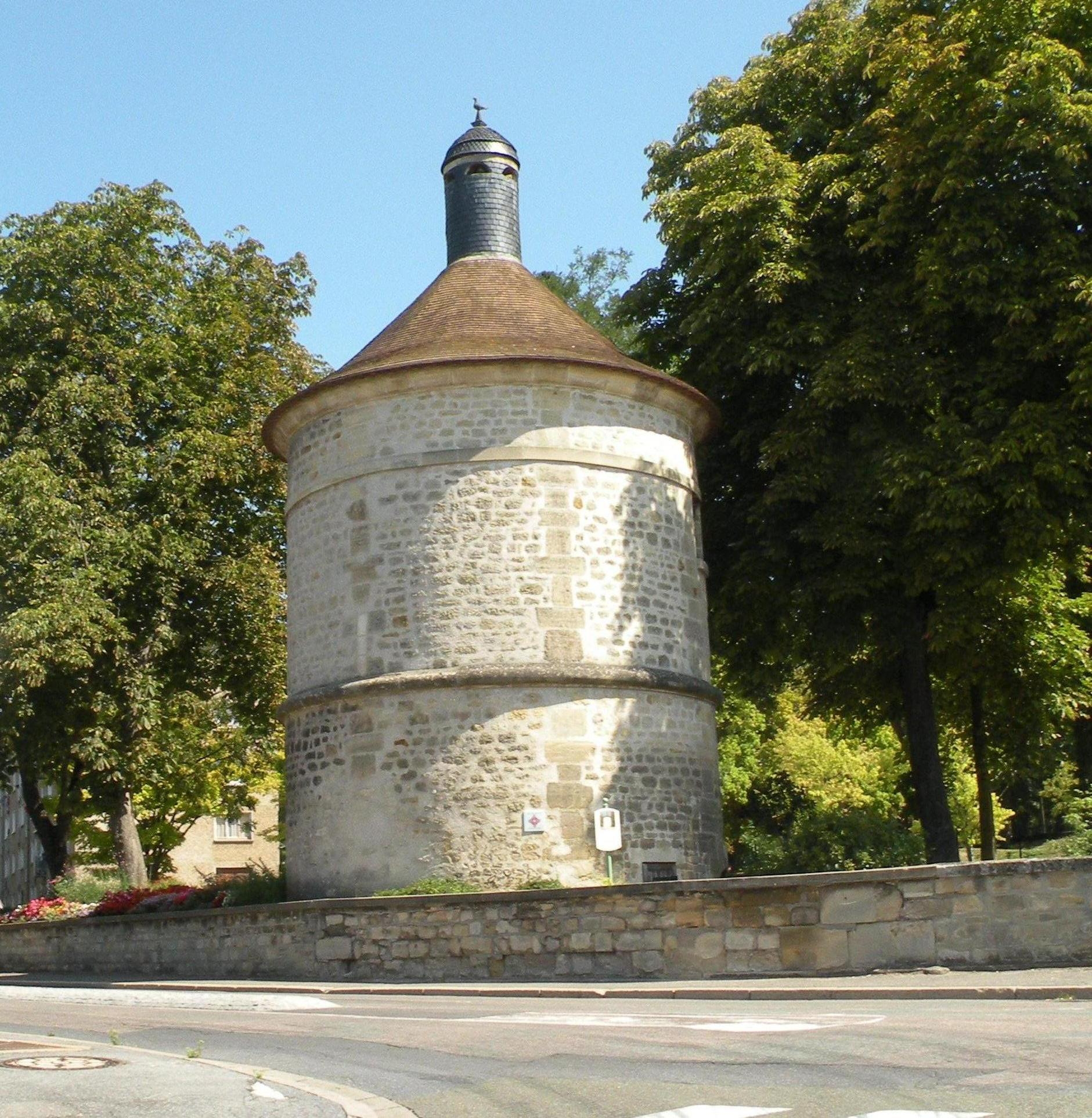
Pombal da abadia.
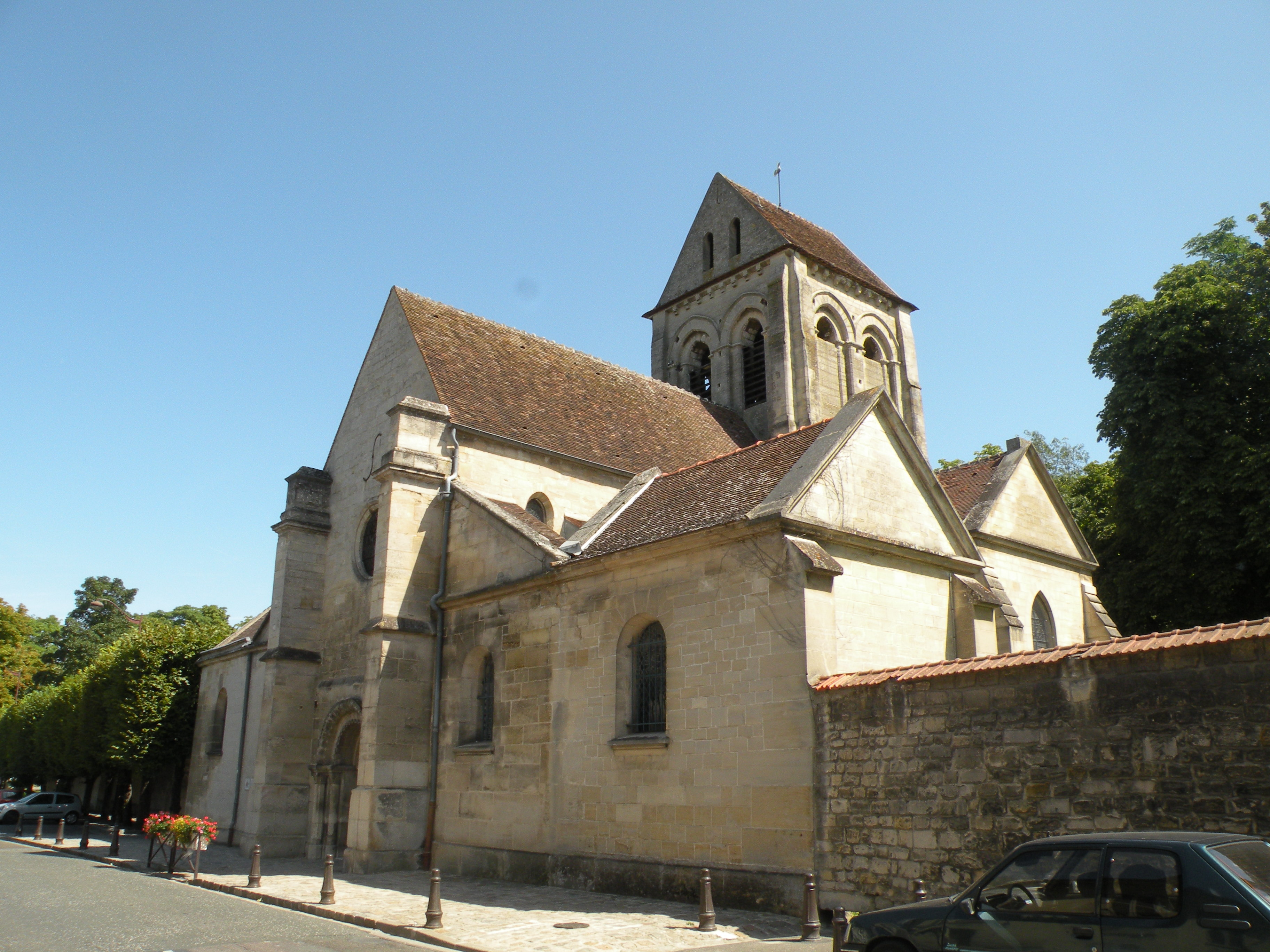
Saint-Ouen igreja, frente oeste.

Saint-Ouen-l'Aumône conta com cinco monumentos históricos no seu território, dos quais três são classificados ao mesmo modo que a abadia de Maubuisson : o celeiro do dízimo e a pequena ponte.
- O Château Le Nôtre, propriedade privada.
- A Abadia de Maubuisson (classificada monumento histórico pela lista de 1862 e depois desclassificada em 1887 ; inscrita e depois classificada definitivamente por decreto de 26 de dezembro de 1947[4]).
- A grange aux Dîmes (classificada monumento histórico com a abadia por decreto de 26 dezembro de 1947).
- O ponceau (pequena ponte) sobre a chaussée de Maubuisson (classificada monumento histórico com a abadia por decreto de 26 dezembro de 1947).
- A igreja Saint-Ouen (inscrita monumento histórico por decreto de 16 de junho de 1926[5])
- O colombier (inscrito monumento histórico por decreto de 26 de julho de 1947[6]).